# Hopewell (Nowy Jork)
Hopewell – miasto w Stanach Zjednoczonych, w stanie Nowy Jork, w hrabstwie Ontario.